# مسرح القصر (هيلو، هاواي)
مسرح القصر هو مسرح سينمائي في وسط مدينة هيلو، هاواي في الولايات المتحدة الأمريكية. تم بناء المسرح في عام 1925، وهو أحد المباني العامة الأكثر شهرة التي شُيدت في هيلو في أوائل القرن العشرين. صمم المعماريان Davis & Fishbourne  المسرح بأسلوب Beaux-Arts. يحتوي المبنى المكون من طابقين على خمس فتحات على واجهته الأمامية. سرادق معدني يقسم القصتين. تتميز الخلجان المركزية الثلاثة بأقواس مكسورة وجرار زخرفية فوق نوافذ الطابق الثاني. يمتد حاجز ذو درابزين على طول الجزء العلوي من المبنى. بعد إغلاق المسرح الأصلي، أعيد افتتاح القصر في عام 1998 كمنزل للفن. تمت إضافة المسرح إلى السجل الوطني للأماكن التاريخية في 11 مايو 1993. 
يتميز مسرح القصر بردهة مُجددة مع مقهى يقدم المرطبات أثناء عروض الأفلام والحفلات الموسيقية والعروض المسرحية. يتميز المسرح نفسه بمدرج شديد الانحدار يجلس في ثلاثة مستويات، ويؤطر المسرح المزخرف الرائع المسرح. عضو أنبوب كبير «روبرت مورتون» في القاعة. يعود جزء كبير منه إلى القصر في عام 1925، ولكن تم نقل الأورغن إلى مسرح هيلو في عام 1940، والذي دمره تسونامي عام 1960. ثم قام «روجر أنجيل» بشراء الأنابيب الباقية وتثبيتها في منزل عائلته في هونولولو. في النهاية تبرع بالعضو إلى القصر، وتم توسيعه بأجزاء من الأرغن الأنبوبي من مسرح وايكيكي المدمر في هونولولو.
القصر هو المكان المفضل لفناني الأداء والفرق الموسيقية، مع تنظيم الحفلات الموسيقية بانتظام. في كل ربيع، يتم تقديم عرض محلي متنوع لجمع التبرعات يعرض مواهب محلية، وفي كل خريف يتم تنظيم إنتاج موسيقي مسرحي كامل للعروض التسلسلية على مدار شهر. الأفلام المستقلة هي قرعة ثابتة. يتم تنظيم الأحداث الخاصة أيضًا، مما يسمح للجمهور برؤية واستخدام المسرح للعديد من الأحداث خارج الاستخدام المعتاد كمسرح سينمائي.